# Ochenta y dos
El ochenta y dos (82) es el número natural que sigue al ochenta y uno y precede al ochenta y tres.

## Propiedades matemáticas
- El 82 es un número compuesto, que tiene los siguientes factores propios: 1, 2 y 41. Como la suma de sus factores es 44 < 82, se trata de un número defectivo.
- Un número semiprimo.
- Un número feliz.
- Un número de Pell acompañante.
- Número de Størmer.

## Ciencia
- 82 es el número atómico del plomo (Pb).
- 6.º número mágico en física.
- Objeto de Messier M82 es una galaxia irregular alargada y estrecha en la constelación de la Osa Mayor.
- La Mark 82 (Mk 82) es una bomba sin guía, de alta aerodinámica.